# Loi d'exil
Pour un article plus général, voir Exil.
Les lois d'exil sont des lois bannissant d’un pays leurs monarques et tout (ou partie) des membres de leur famille.

## Exemples

### Autriche
En 1918, le dernier empereur, Charles Ier d'Autriche, renonce à l'exercice du pouvoir, sans toutefois abdiquer. Il est contraint à l'exil en 1919 et les membres de la maison de Habsbourg-Lorraine qui refusent de prêter serment à la nouvelle république autrichienne sont également bannis du territoire national tandis que leurs biens sont confisqués. 
En 1936, la loi d'exil touchant les Habsbourg-Lorraine est abrogée par le chancelier Schuschnigg, qui envisage la restauration de la monarchie en Autriche. 
Une fois l'Anschluss mise en place par les Allemands (en 1938), Adolf Hitler s'attaque à son tour à l'ex-famille impériale mais pas au moyen d'une nouvelle loi d'exil. Le Führer préfère priver les Habsbourgs de leur « nationalité allemande » et envoyer leurs parents Hohenbergs en camp de concentration. Il déclare également l'archiduc Otto de Habsbourg coupable de « haute trahison ».
En 1945, la loi d'exil de 1919 est remise en vigueur par les socialistes autrichiens. Pourtant, pendant la Seconde Guerre mondiale, tous les Habsbourg-Lorraine se sont engagés dans les rangs de la résistance dans la lutte contre le nazisme et le rôle de l’impératrice Zita auprès du président américain Roosevelt a permis à l'Autriche de ne pas être traitée comme l'Allemagne au moment de la victoire. 
Aujourd'hui, la loi d'exil s'applique toujours aux descendants de l'empereur Charles. Pourtant, l'archiduc Rodolphe a intenté un procès contre l'État autrichien qu'il a gagné au motif que la loi ne pouvait s'appliquer à lui, car il est né en exil. Quant à l'impératrice Zita, elle peut rentrer en Autriche en 1982, grâce à l'intervention spéciale du chancelier Bruno Kreisky. L'archiduc Otto, chef de la maison de Habsbourg-Lorraine et député européen, a, pour sa part, accepté de signer l'acte de reconnaissance de la république autrichienne.

### Brésil
En 1920, le décret 78-A du Gouvernement provisoire républicain, signé le 21 décembre 1889, un mois après la proclamation de la République, est abrogée et l'ancienne famille impériale (maison d'Orléans-Bragance) est autorisée à revenir s'installer au Brésil.

### France
La loi du 12 janvier 1816, votée sous la Seconde Restauration, bannit la famille Bonaparte du territoire national. 
Durant la Monarchie de Juillet, la loi du 10 avril 1832 condamne les membres de la famille de Charles X au bannissement perpétuel ainsi qu'à la déchéance de leurs droits civils. Cette loi confirme également l'exil de la famille Bonaparte.
Le 12 juin 1847, Victor Hugo demande l'inscription à l'ordre du jour de la Chambre des pairs d'une discussion en vue de l’abrogation des lois d'exil concernant l'ex-famille impériale.
Après la révolution de Février 1848, la loi du 26 mai 1848 prohibe à perpétuité au roi Louis-Philippe et à sa famille l'entrée sur le territoire français. Cette loi n'ajoute cependant pas la privation des droits civils contenus dans le texte de 1832. 
Le 4 juin 1848, Louis-Napoléon Bonaparte est élu député à l'Assemblée constituante lors des élections partielles et cette élection est validée le 13 juin suivant par l'Assemblée. Craignant le vote d'une nouvelle loi d'exil, le « prince » renonce à siéger vers le 15 juin, mais se représente, et est de nouveau élu, aux élections partielles des 17 et 18 septembre. Le 9 octobre, un amendement est proposé, tendant à interdire la candidature des membres des anciennes familles régnantes à la présidence. L'amendement est repoussé et, le 14 octobre 1848, les lois d'exil concernant la famille Bonaparte sont abrogées. La constitution de la Deuxième République est promulguée le 4 novembre 1848 : elle prévoit l'élection du président de la République au suffrage universel. Le 10 décembre 1848, Louis-Napoléon Bonaparte est élu président de la République.
Aux élections parlementaires de 1871, deux membres de la maison d'Orléans, le duc d'Aumale et le prince de Joinville, sont élus à la Chambre des députés. Sur proposition de M. Alfred Giraud, député de la Vendée, l'Assemblée Nationale vote, par 472 voix contre 97, la loi du 8 juin 1871 qui abroge les lois d'exil de 1832 et de 1848 concernant les deux branches de la dynastie capétienne. Le même jour, l'élection des deux princes est validée à une majorité de 448 voix contre 113.

#### Loi de 1886
Le 14 mai 1886, a lieu, à l'hôtel Matignon, la célébration du mariage de la « princesse » Amélie d'Orléans avec Charles de Portugal, héritier du trône de Portugal. Le luxe que déploient à cette occasion les Orléans et la chronique qu'en font les journaux monarchistes (et, en particulier, Le Figaro) soulèvent la consternation des milieux républicains. Cet événement donne lieu à de nombreuses attaques contre les Orléans (et les Bonaparte) et aboutit à la promulgation de la loi du 26 juin 1886. Celle-ci interdit l'accès et le séjour sur le sol français aux chefs des familles royales et impériale ayant régné en France, ainsi qu'à leurs fils aînés. Elle interdit également à tous les hommes de ces familles de servir dans l'armée française. Mais, à la différence des précédentes, cette loi ne concerne que les prétendants (Bourbon, Orléans et Bonaparte) ainsi que leurs fils aînés, ce qui explique que la reine Amélie peut revenir vivre en France quand la république est proclamée au Portugal. 
La loi du 26 juin 1886 est abrogée par la loi du 24 juin 1950, sur proposition du député Paul Hutin-Desgrées.

### Italie
Le titre XIII des « Dispositions transitoires et finales » de la constitution italienne du 22 décembre 1947 stipule :

« Les membres et les descendants de la maison de Savoie ne sont pas électeurs et ne peuvent occuper ni fonctions publiques ni charges électives. 
L'entrée et le séjour sur le territoire national sont interdits aux anciens rois de la maison de Savoie, à leurs épouses et à leurs descendants mâles. »

Ces dispositions ont été abrogées par la loi constitutionnelle no 1 du 23 octobre 2002.

### Portugal
Le 27 mai 1950, l'Assemblée nationale du Portugal (en portugais Assembleia Nacional) approuve, à l'unanimité, la révocation des lois d'exil (Leis de Banimento) de 1834 (exil de la branche légitimiste/migueliste des Bragance) et de 1910 (exil de tous les Bragance après la proclamation de la République portugaise le 5 octobre 1910).

### Turquie
En 1974, la loi d'exil de la famille impériale est totalement abolie. La République date de 1923.